# Antrocephalus fasciatipennis
Antrocephalus fasciatipennis är en stekelart som först beskrevs av Charles Thomas Bingham 1906.  Antrocephalus fasciatipennis ingår i släktet Antrocephalus och familjen bredlårsteklar. Inga underarter finns listade i Catalogue of Life.